# Туризм у Японії

Динаміка зростання інтуристів у Японії з 2003 по 2017

Туризм у Японії – важлива галузь економіки Японії. У 2019 році Японія залучила 31,88 млн. міжнародних туристів. У Японії 21 об'єкт Світової спадщини, включаючи замок Хімедзі, історичні пам'ятники Кіото та Нари. У доповіді про конкурентоспроможність туризму та подорожей 2017 року Японія посіла 4-е місце зі 141 країн, маючи найкращий показник із країн Азії. Японія отримала відносно високі оцінки майже у всіх аспектах, особливо у галузі охорони здоров'я, гігієни, охорони та безпеки.

## Історія

#### Внутрішній туризм
Витоки ранніх традицій відвідування мальовничих місць неясні, але відомо, що однією з ранніх екскурсій була поїздка поета Мацуо Басьо в 1689 році на тодішню «крайню північ» Японії, яка відбулася невдовзі після того, як філософ Хаясі Радзан класифікував три знамениті пейзажі Японії в 1643 році. Під час періоду Едо (приблизно з 1600 року до реставрації Мейдзі у 1867 році) поїздки в межах країни регулювалися за допомогою колійних станцій (сюкуба), містечок, де мандрівники мали надати відповідні документи. На станціях були носії, стайні, а на маршрутах, що часто відвідувалися, також місця для проживання та харчування.

#### Іноземний туризм
З 1641 по 1853 роки в Японії існувала політика самоізоляції, проведена правлячим країни сьогунатом Токугава. За цей час Японія була закрита для іноземців країною, тому іноземного туризму тут не існувало. Після реставрації Мейдзі та будівництва національної залізничної мережі туризм став доступнішою перспективою як для японських громадян, так і для зарубіжних гостей, які могли в'їжджати до Японії на законних підставах.

## В'їзні туристи за країнами
У 2017 році Японію відвідали 28 690 900 іноземних туристів.
| Місце | Країна               | Туристів у 2017 | Приріст 2016 до 2017 | Туристів у 2016 | Приріст 2015 до 2016 | Туристів у 2015 | Приріст 2014 до 2015 |
| ----- | -------------------- | --------------- | -------------------- | --------------- | -------------------- | --------------- | -------------------- |
| 1     | Китай                | 7 355 800       | 15,4 %               | 6 373 000       | 27,6 %               | 4 993 689       | 107,3 %              |
| 2     | Республіка Корея     | 7 140 200       | 40,3 %               | 5 090 300       | 27,2 %               | 4 002 095       | 45,3 %               |
| 3     | Китайська Республіка | 4 564 100       | 9,5 %                | 4 167 400       | 13,3 %               | 3 677 075       | 29,9 %               |
| 4     | Гонконг              | 2 231 500       | 21,3 %               | 1 839 200       | 20,7 %               | 1 524 292       | 64,6 %               |
| 5     | США                  | 1 375 000       | 10,6 %               | 1 242 700       | 20,3 %               | 1 033 258       | 15,9 %               |
| 6     | Таїланд              | 987 100         | 9,5 %                | 901 400         | 13,1 %               | 796 731         | 21,2 %               |
| 7     | Австралія            | 496 100         | 11,2 %               | 445 200         | 18,4%                | 376 075         | 24,3 %               |
| 8     | Малайзія             | 439 500         | 11,5 %               | 394 200         | 29,1 %               | 305 447         | 22,4 %               |
| 9     | Філіппіни            | 424 200         | 21,9 %               | 347 800         | 29,6 %               | 268 361         | 45,7 %               |
| 10    | Сінгапур             | 404 100         | 11,7%                | 361 800         | 17,2 %               | 308 783         | 35,5 %               |
|       | Всього               | 28 690 900      | 19,3 %               | 24 039 053      | 21,8 %               | 19 737 409      | 47,1 %               |

## Економічний вплив туризму
У 2019 році на туризм припадало 2,0% ВВП Японії. Після пандемії COVID-19 кількість міжнародних відвідувачів у 2020 році впала до 4,1 мільйона, що на 87% менше, ніж у 2019 році. Витрати на в’їзний туризм у 2020 році становили 1,2 трильйона єн, що на 77,1% менше, ніж у попередньому році. У 2021 році кількість міжнародних прибуттів зменшилася до 246 000, що на 99% менше порівняно з рівнем до пандемії.
Азійські ринки залишаються основним джерелом в’їзних відвідувачів для Японії, на них припадає 3,4 мільйона міжнародних туристів у 2020 році, або 83%.
Внутрішній ринок постраждав порівняно менше. У 2021 році загальна кількість внутрішніх поїздок з ночівлею становила 141,8 мільйона, що на 54,5% менше, ніж у 2019 році. За даними Національного дослідження туризму, це склало 7 трильйонів єн, або 76,1% загальних витрат на туризм.
Японія працює над відновленням внутрішнього попиту як першого кроку у відновленні туристичної економіки.

## Управління туризмом
Японське агентство з туризму (JTA) відіграє провідну роль у формуванні та координації державної політики в галузі туризму. Його основні функції:
- Представництво Японії з питань туризму: JTA веде міжнародні переговори та представляє Японію на міжнародних туристичних форумах.
- Просування туризму в Японії: JTA організовує маркетингові кампанії, такі як Visit Japan, для залучення туристів з усього світу.
- Підтримка розвитку туристичної інфраструктури: JTA надає фінансування та консультації для створення нових туристичних продуктів і послуг, а також для покращення приймального середовища для туристів.

### Структура JTA
JTA є зовнішнім органом Міністерства землі, інфраструктури, транспорту та туризму. У його структуру входять:
- Рада з просування Японії як країни, орієнтованої на туризм: Ця рада об'єднує зусилля уряду в галузі туризму. Вона складається з представників різних міністерств та приватного сектору.
- Місцеві органи влади: Місцеві органи влади відповідають за підвищення привабливості місцевих туристичних напрямків. Вони співпрацюють з JTA та іншими зацікавленими сторонами для розробки та реалізації туристичних стратегій.
- Організації з управління напрямками: Ці організації, що складаються з місцевих зацікавлених сторін, розробляють та координують впровадження туристичних стратегій для конкретних напрямків.

### Бюджет JTA
Бюджет JTA на 2022 рік становив 142,6 мільярда єн (вдвічі більше бюджету 2019 року). Це включає 8 мільярдів єн від нового міжнародного туристичного податку, який був запроваджений у січні 2019 року.
Бюджет JTA розподілено таким чином:
- Створення фірмових продуктів і послуг: 10 мільярдів єн
- Підготовка приймального середовища для туристів: 13 мільярдів єн
- Відновлення та підвищення цінності існуючих туристичних місць: 100 мільярдів єн

Крім того, Японська національна туристична організація (JNTO) отримує від центрального уряду субсидію на операційні витрати в розмірі 6,5 мільярда єн для реалізації проектів, зокрема для просування подорожей до Японії.

## Основні види та центри туризму в Японії
У Японії внутрішній туризм – другий за популярністю вид проведення дозвілля після «обіду поза будинком». Японці подорожують країною, маючи на меті споглядання прекрасного, занурення в гаряче джерело, розслаблення, знайомство з місцевими товарами та кухнею. В Японії можна виділити такі основні туристичні регіони: зона вулканічної активності на о. Хоккайдо, Національний парк «Внутрішнє Японське море», «Три пейзажі Японії», затока Кагасіма. Три пейзажі Японії найкраще передають красу японської природи та культури. До них належать: острів Міядзіма (Іцукусіма) в провінції Акі (префектура Хіросіма);  коса Ама-но-хасідате в провінції Танґо (префектура Кіото);  острови Мацусіма в провінції Муцу (префектура Кіото) . 
Оскільки в різних частинах Японії клімат помітно відрізняється, туристичні можливості на півночі й на півдні дуже різноманітні. Якщо на півночі на острові Хоккайдо й у Японських Альпах розвинена інфраструктура для занять зимовими видами спорту, то на південному сході Хонсю, на Кюсю й на Окінаві розміщені відомі японські морські курорти. Є умови для пляжного, спортивного, медичного та інших видів туризму. 
Відпочинок в Японії – це курортні зони та бальнеологічні здравниці, екскурсії по країні й зимовий відпочинок. Великою популярністю користуються тури на гірськолижні курорти Японії. Основні центри туризму: Токіо; Кіото; Камакура; Окінава; Нара . 
Місто Токіо – сучасна столиця Японії. У 1867 р. імператорська родина переїхала з Кіото в Едо, а 1896 р. місто отримало нове ім'я – Токіо. Токіо найбільш населене місто планети, протягом багатьох років найдорожче місто світу. Туристичний центр Токіо представляють старовинні замки й храми, Національний музей, Музей каліграфії, Національний музей західного мистецтва, Музей японського народного мистецтва, Музей-скарбниця святині Мейдзі, Токійська телевежа заввишки 333 м, зоопарк . 
Імператорський палац є одним із найвідоміших у Японії замків. На річковому трамвайчику можна піднятися вгору по річці Сумида. Річка протікає через центральну частину Токіо, поїздка дає змогу познайомитися з чудовим видом столиці. 
Нара – місце першої столиці Японії, заснованої тут ще 1200 років тому. Зараз це туристична «мекка» Японії – невелике затишне містечко глибокої старовини, яке може порадувати око стародавніми реліквіями.
Кіото – столиця держави з 1794 р. до початку XІХ ст. На цій землі збереглися до наших днів близько 1600 буддійських і 600 синтоїстських храмів. Всесвітньо відомий Золотий павільйон – Кінкакудзі, втілення вишуканої строгості, відображеної в озері-дзеркалі, оточеного садом, створеним у ХІV ст.; сад каменів храму Реандзі, «Храм чистої води», Сандзюсангендо – храм богині Канон, 100 років знадобилося майстрам, щоб завершити грандіозний труд храмом .
Осака – друге за величиною місто Японії, найбільше місто в Західній Японії. Село біля гавані Темподзан – це дивовижний парк розваг, який пишається своїм найбільшим у світі колесом огляду й акваріумом Осака Кайюкан, який став після свого відкриття в 1990 р. однією з головних визначних пам'яток міста. В Осаці розміщений один із найвідоміших замків, усередині якого знаходиться музей . 
Півострів Ідзу з містом Атамі. Курортне місто Атамі розміщене в 50 хвилинах їзди від Токіо. Це улюблене місце для проведення відпусток і свят. Кожне літо в місті на воді проводиться фестиваль феєрверків. 
Міядзіма – острів у Японському Внутрішньому морі, одна з найпопулярніших визначних пам'яток Японії. На цьому острові споруджений храм Іцукусіма – один із найдавніших синтоїстських храмів й одна з найвідоміших визначних пам'яток Японії, ворота синтоїстського храму, що стоять посеред океану й пройти під ними можна тільки під час відпливу, але вважається, що кожному, хто пройде під ними, посміхнеться вдача й благополуччя .
Фудзіяма – найвища вершина Країни Вранішнього сонця, розміщена за сотню кілометрів від столиці архіпелагу. Милуватися схилами прекрасної Фудзі-сан, як шанобливо називають цю гору японці, можна під час поїздки в Сафарі Парк в містечку Хаконе . Великою популярністю користуються тури на гірськолижні курорти Японії. На схилах гори Такеноко розміщений найвідоміший японський гірськолижний курорт Наєба. 
Для пляжного відпочинку найбільш відвідуваними курортами є райони Міядзаки, Кераме, Окінава, Ното-Ханто й багато інших. Морський курорт Камакуру славиться чудовими пляжами, м'яким кліматом і комфортабельними готелями. Архіпелаг Окінава – головний ареал морських курортів Японії. Містить у собі більше сотні островів (центральний і найбільший із них теж називається Окінава). Ібусукі розташоване на південному кінці півострова Сацума. Туристів і відпочиваючих сюди приваблюють чудові пляжі, субтропічна рослинність, квітучі зарості гібіскуса й піщані лазні сунамусі. Земля тут настільки нагріта близькими до поверхні підземними водами, що страждаючим від ревматизму і невралгій, закопавшись по шию в пісок, можна швидко отримати цілющу дозу тепла. 
Японія налічує близько 26 тисяч гарячих джерел, що робить її країною великої кількості курортів із термальними водами. Унікальним японським курортом бальнеотерапії є район Атамі–Хаконе, гарячі джерела якого відомі далеко за межами країни. Місто Сірахама – центр південно-західного узбережжя префектури Вакаяма, місто – побратим гавайського міста Вайкікі. Місто є одним із кращих курортів Японії з гарячими джерелами, а також широко відоме своїм знаменитим пляжем із білим австралійським піском. 
Унікальна природа островів до цих пір зберегла свою первісну красу. На Окінаві немає промисловості, зате створено всі умови для розвитку туризму. Нікко знаходиться за 125 км від Токіо. Національний парк із найкрасивішим водоспадом в Японії Кегон на озері Тюдзендзі й музеєм просто неба – Селом часів Едо, де представлений побут сьогунів і самураїв стародавньої Японії і демонструються бої легендарних ніндзя . 
Виїзний туризм почав розвиватися тут відносно пізно й дотепер частка населення, що виїжджає з країни, у Японії значно нижча, ніж в інших розвинених країнах. Основні потоки туристів спрямовані в Європу та США. При цьому Японія приймає в три рази менше туристів, ніж відправляє у тури. Половина іноземних туристів прибуває в Японіюї з азіатських країн. Європейці переважно здійснюють бізнес-подорожі, оскільки відпочинок в Японії через низку обставин є для них досить дорогим. Незважаючи на такі перешкоди, туризм у цій країні активно розвивається, адже країна є цікавою й захопливою. Подорож до країни Вранішнього Сонця стане незабутньою для того, хто хоч раз побачив красу пейзажів і неповторність японської культури
1. ↑  OECD JAPAN.
2. ↑  OECD Tourism Japan.